# De gode gamle dage
De gode gamle dage (originaltitel: The Good Old Days) var et populært BBC tv-underholdningsprogram, der udsendtes første gang den 20. juli 1953 og som vistes frem til 1983. Programmet bestod af et show, der opførtes på Leeds City Varieties, som genskabte en autentisk atmosfære af klunketidens og den edvardianske tids varietéer med sange og sketches fremført i samme stil som dengang.
Publikum var klædt i klunketidens dragter og sang med især i "Down at the Old Bull and Bush", der altid afsluttede showet. Det produceredes af Barney Colehan, og dets konferencier var Leonard Sachs. I de tredive år showet vistes, deltog omkring 2.000 kunstnere.